# Région militaire
De nombreux États ont divisé leur territoire en subdivisions militaires, appelées régions militaires, gouvernements militaires ou districts militaires, dont les noms et la surface ont varié selon les époques.

## En France

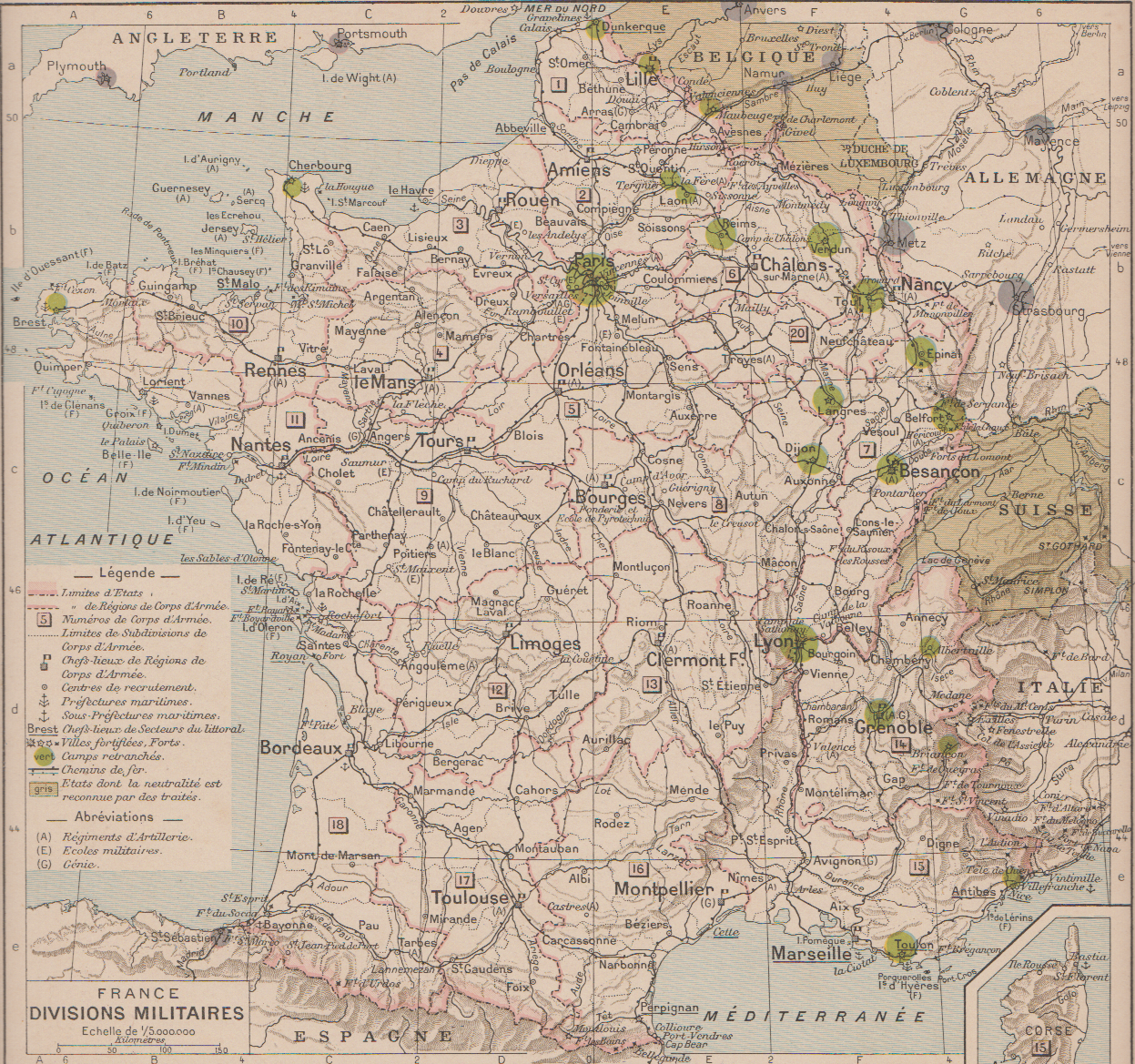
Carte de l'organisation militaire française en 1907, avec les limites des 19 régions militaires de l'époque.

### Révolution française
La création des départements rend nécessaire une nouvelle organisation du commandement territorial militaire. C'est ainsi que le 25 février 1791, tous les anciens gouvernements militaires furent supprimés et remplacés par 23 divisions militaires, composées chacune de départements entiers.
Chaque division militaire était sous les ordres d'un lieutenant-général assisté de deux ou quatre maréchaux de camp. Les chefs-lieux de ces divisions militaires étaient : 1er Lille ; 2e Châlons ; 3e Metz ; 4e Nancy ; 5e Strasbourg ; 6e Besançon ; 7e Grenoble ; 8e Marseille ; 9e Montpellier ; 10e Toulouse ; 11e Bordeaux ; 12e Nantes ; 13e Rennes ; 14e Caen ; 15e Rouen ; 16e Arras ; 17e Paris ; 18e Dijon ; 19e Lyon ; 20e Angoulême ; 21e Bourges ; 22e Tours ; 23e Ajaccio. En raison des craintes de guerre, trois grands commandements militaires furent créés sur les frontières : les 14e Caen et 15e Rouen passèrent sous le commandement du maréchal de Mailly ; les 1re Lille et 16e Arras furent commandés par le maréchal de Rochambeau et les 2e Châlons, 3e Metz et 4e Nancy sous le maréchal de Bouillé.

### Troisième République
Sous la Troisième République, plusieurs départements constituent une région militaire qui devait mettre sur pied un corps d'armée. On parle ainsi de « région de corps d’armée ». Le même général commande à la fois la région et le corps d’armée, sauf durant la Grande Guerre où les deux fonctions sont séparées.
La loi du 24 juillet 1873 relative à l'organisation générale de l'armée, appliquée en vertu du décret du 6 août 1874, crée 18 régions militaires métropolitaines : 1er (Lille) ; 2e (Amiens) ; 3e (Rouen) ; 4e (Le Mans) ; 5e (Orléans) ; 6e (Châlons-sur-Marne puis Metz à partir de 1919) ; 7e (Besançon) ; 8e (Bourges) ; 9e (Tours) ; 10e (Rennes) ; 11e (Nantes) ; 12e (Limoges) ; 13e (Clermont-Ferrand) ; 14e (Lyon) ; 15e (Marseille) ; 16e (Montpellier) ; 17e (Toulouse) ; 18e (Bordeaux).
Le décret du 28 septembre 1873 porte création d'un 19e corps d'armée en Algérie. La loi du 5 décembre 1897 porte création d'une nouvelle région de corps d'armée, la 20e (Nancy), appliquée par le décret du 8 février 1898. La loi du 22 décembre 1913 porte création d'une nouvelle région de corps d'armée, la 21e (Épinal).
Avec la reconquête de l'Alsace-Lorraine, l'espace militaire métropolitain est réorganisé par le décret du 20 octobre 1919 : celle-ci est rattachée aux 6e, 7e, 20e et 21e régions militaires. La région militaire de Paris (RMP) est créée vers 1923. En 1934, les 10e et 12e régions militaires sont dissoutes, et ne réapparaissent qu'en mai 1939, à d'autres endroits : 10e (Strasbourg) et 12e (Reims) régions militaires.

### Quatrième République
Le décret du 18 février 1946 créa dix régions militaires : 1re (Paris) ; 2e (Lille) ; 3e (Rennes) ; 4e (Bordeaux) ; 5e (Toulouse) ; 6e (Metz) ; 7e (Dijon) ; 8e (Lyon) ; 9e (Marseille) ; 10e (Alger) .

### Cinquième République
Puis avec l'évolution de l'organisation administrative, la France est divisée en circonscriptions administratives régionales (vers 1963), régions administratives dépendant d'un préfet de région. L'organisation militaire épouse alors l'organisation administrative et à chaque CAR correspond une division militaire territoriale (DMT). Sur le plan défense, ces divisions militaires territoriales sont regroupées en régions militaires. Leur nombre varie selon les périodes.

## En Chine

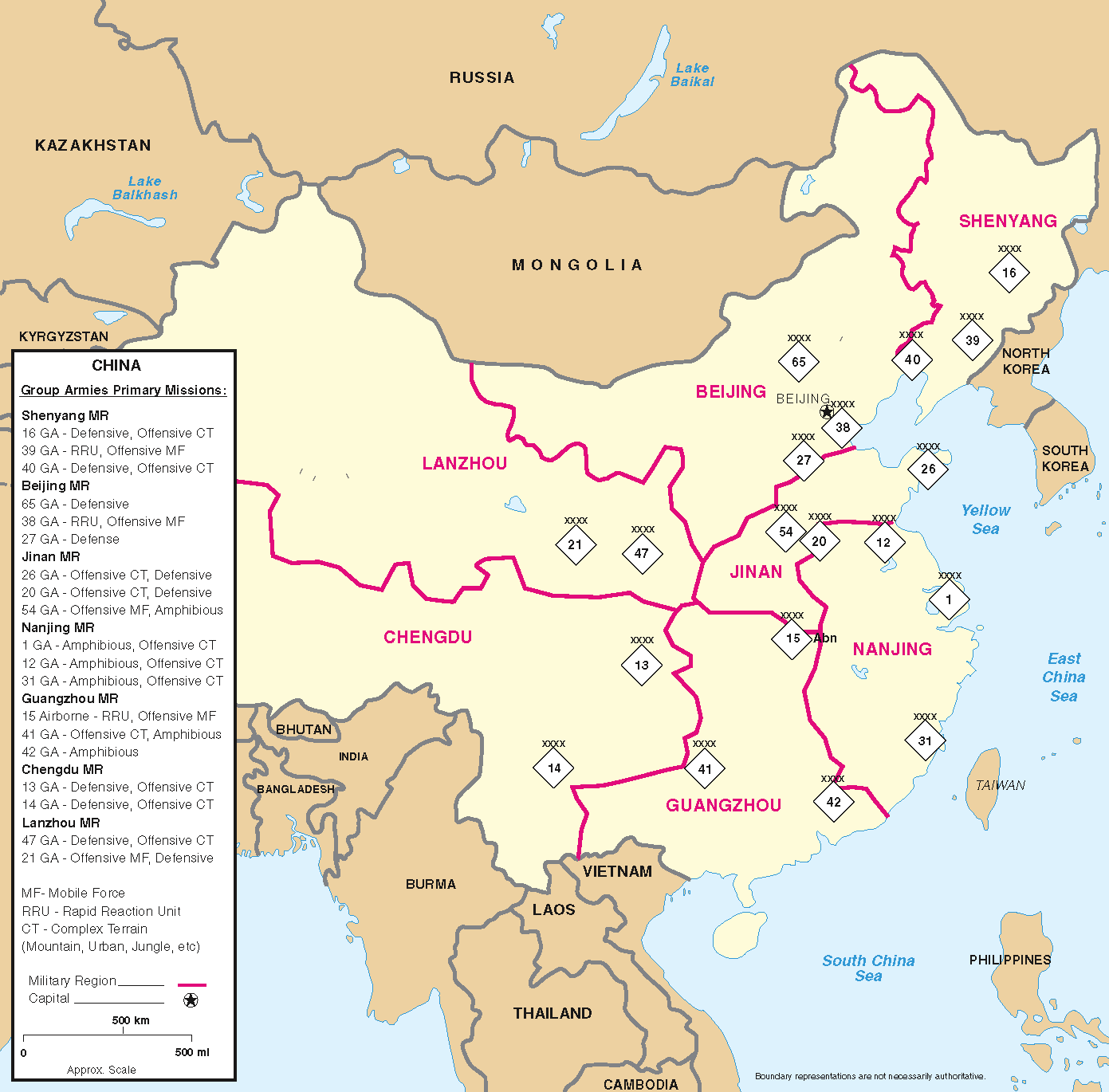
Groupes d'armées et missions primaires par régions militaires chinoises selon un rapport américain de 2006.

La région militaire (ou théâtre d'opération) est une organisation militaire créée selon la division administrative du pays, la position géographique, l'orientation stratégique et tactique et les missions opérationnelles. Déléguée par la Commission militaire centrale, elle se charge du commandement des manœuvres combinées de son théâtre d'opération, dirige le travail militaire et politique, la logistique et l'équipement de ses troupes, et est composée du quartier général, du département politique, du département des services logistiques combinés et du département de l'équipement. La région militaire a pour fonctions d'établir les programmes et les plans sur les préparatifs de guerre, les opérations et les forces de réserve de son théâtre d'opération, d'organiser et de commander les manœuvres combinées des différentes armées et armes du théâtre d'opération et enfin, d'assurer la logistique combinée des troupes. 
Chacune des sept régions militaires de la république populaire de Chine, Shenyang, Pékin, Lanzhou, Jinan, Nankin, Canton et Chengdu, dirige directement les troupes des différentes armes de l'armée populaire de libération, les unités logistique et les régions militaires provinciales (ou zones de garnison) placées sous son autorité.

## Allemagne

### République de Weimar et Troisième Reich
Au cours de la Seconde Guerre mondiale, l'Allemagne nazie a utilisé le système des régions militaires (en allemand : Wehrkreis) pour soulager les commandants sur le terrain du travail administratif dans la mesure du possible et de fournir un flux régulier de recrues qualifiées ainsi que des fournitures à l'armée de campagne. La méthode qu'ils ont adoptée a consisté à séparer de Commandement de l'armée (Oberbefehlshaber des Heeres) de la région militaire (Heimatkriegsgebiet) et de leur confier les responsabilités de la formation, la conscription, la fourniture et l'équipement des soldats et armées.
Le commandant d'un corps d'infanterie (avec son numéro de corps identique au numéro du Wehrkreis) commande la région militaire en temps de paix, mais passe à son second le commandement du Wehrkreis au déclenchement du conflit.
En temps de paix, le Wehrkreis est la base d'attache pour le Corps d'infanterie du même numéro et de toutes les unités subordonnées à cette unité.

### République fédérale d'Allemagne
Aujourd'hui, des forces armées allemandes (Bundeswehr) ont quatre régions militaires (Wehrbereichskommando ou WBK) comme faisant partie de la Streitkräftebasis (soit commandement de soutien interarmées). Leurs quartiers généraux se trouvent à : 
- Kiel : WBK I ;
- Mayence : WBK II ;
- Erfurt : WBK III ;
- Munich : WBK IV.

## Russie
En Russie, une région militaire, traduisible aussi par « district militaire », s'appelle en russe военный округ, voïenny okroug.

### Empire de Russie
Le territoire de l'Empire russe est subdivisé en treize régions militaires, chacun correspondant à plusieurs gouvernements civils. Les grandes unités de l'armée impériale russe stationnées sur le territoire d'une région militaire sont structurées en plusieurs grandes unités (corps d'armée, divisions et brigades) et sont sous les ordres du commandant de cette région. En cas de mobilisation, les états-majors des différentes armées sont créés à partir de ceux des régions.

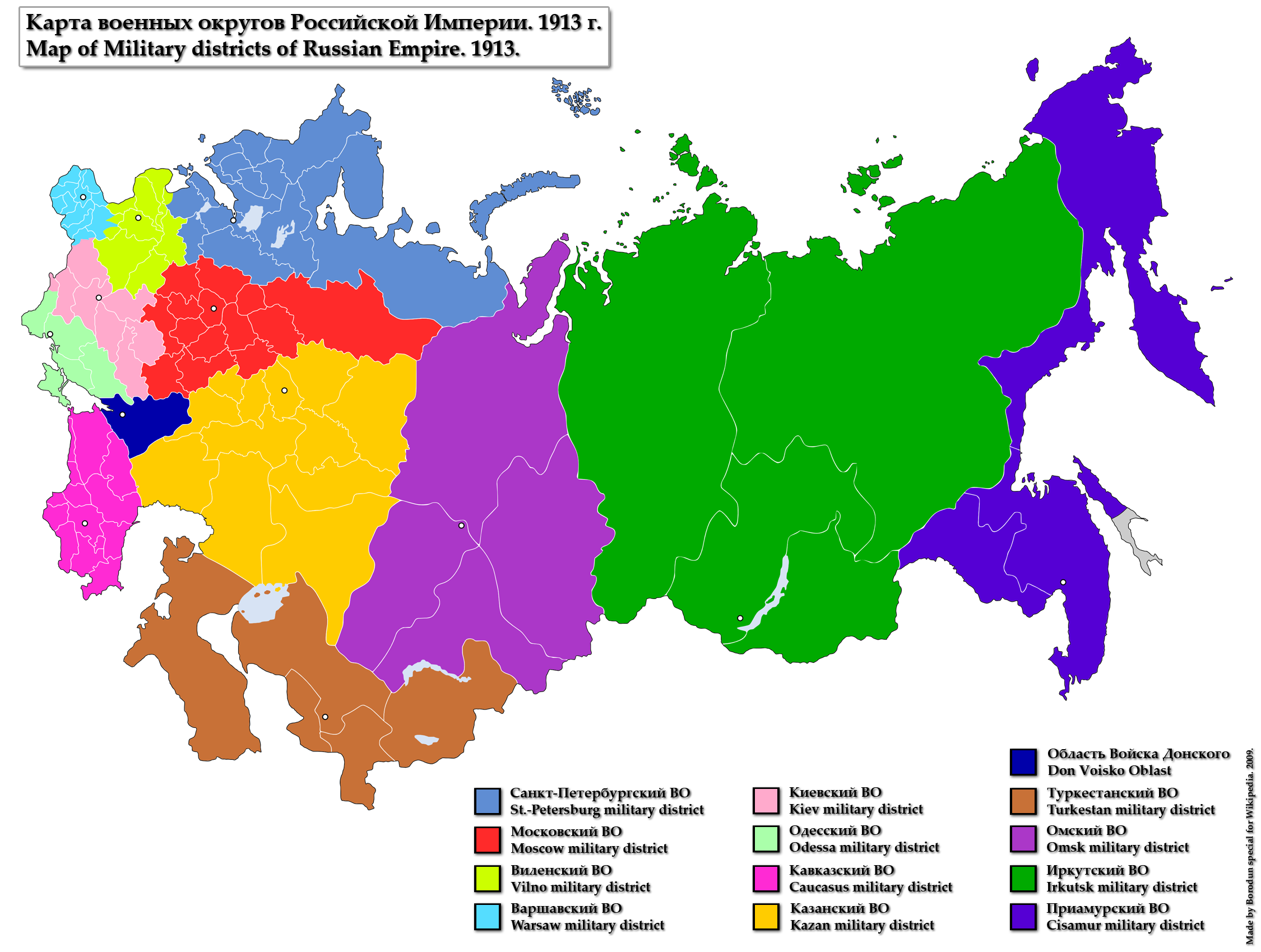
Carte des régions militaires à partir de la réforme de 1913.

| Districts militaires            | Sièges de districts | Grandes unités                        | Subdivisions civiles |
| ------------------------------- | ------------------- | ------------------------------------- | --- |
| Région militaire de Pétersbourg | Saint-Pétersbourg   | Garde, 1er, 18e et 22e corps          | Saint-Pétersbourg, Olonets, Arkhangelsk, Novgorod, Pskov, Estonie et une partie de la Livonie                                   |
| Région militaire de Vilna       | Vilnius             | 2e, 3e, 4e et 20e corps               | Vilno, Grodno, Kovno, Courlande, Vitebsk, Moguilev, Minsk, Suwałki et une partie de la Livonie                                  |
| Région militaire de Varsovie    | Varsovie            | 6e, 14e, 15e, 19e et 23e corps        | Pologne |
| Région militaire de Kiev        | Kiev                | 9e, 10e, 11e, 12e et 21e corps        | Kiev, Podolie, Volhynie, Tchernigov, Poltava, Kharkov et Koursk                                                                 |
| Région militaire d'Odessa       | Odessa              | 7e et 8e corps                        | Bessarabie, Kherson, Iekaterinoslav et Tauride                                                                                  |
| Région militaire de Moscou      | Moscou              | Grenadiers, 5e, 13e, 17e et 25e corps | Moscou, Smolensk, Tver, Iaroslavl, Kostroma, Vologda, Vladimir, Nijni Novgorod, Kalouga, Toula, Riazan, Orel, Tambov et Voronej |
| Région militaire de Kazan       | Kazan               | 16e et 24e corps                      | Kazan, Viatka, Perm, Oufa, Simbirsk, Samara, Penza, Saratov et Astrakhan                                                        |
| Région militaire du Caucase     | Tiflis              | 1er, 2e et 3e corps caucasiens        | Stavropol et Transcaucasie |
| Région militaire du Turkestan   | Tachkent            | 1er et 2e corps du Turkestan          | Syr-Daria, Samarcande et Ferghana                                                                                               |
| Région militaire d'Omsk         | Omsk                | 11e division de fusiliers sibériens   | Tobolsk, Tomsk, Akmolinsk, Semipalatinsk et Semiretchie                                                                         |
| Région militaire d'Irkoutsk     | Irkoutsk            | 2e et 3e corps sibériens              | Irkoutsk, Ienisseï et Iakoutsk                                                                                                  |
| Région militaire de l'Amour     | Khabarovsk          | 1er, 4e et 5e corps sibériens         | Transbaïkalie, Amour, la côte du Pacifique et Sakhaline                                                                         |

### Union soviétique
Les premiers districts militaires soviétiques sont créés en 1918, en pleine guerre civile russe. Plusieurs réorganisations se succèdent avant le déclenchement de la Grande Guerre patriotique, pour atteindre début 1941 un total 17 subdivisions militaires :
- district militaire d'Arkhangelsk (en) (Архангельский военный округ : АрхВО) ;
- district militaire de Léningrad (Ленинградский военный округ : ЛВО) ;
- District militaire spécial balte (Прибалтийский Особый военный округ : ПрибОВО) ;
- district militaire spécial de l'Ouest (Западный Особый военный округ : ЗапОВО) ;
- district militaire spécial de Kiev (Киевский Особый военный округ : КОВО) ;
- district militaire d'Odessa (Одесский военный округ : ОдВО) ;
- district militaire de Moscou (Московский военный округ : МВО) ;
- district militaire d'Orel (en) (Орловский военный округ : ОрВО) ;
- district militaire de Kharkov (en) (Харьковский военный округ : ХВО) ;
- district militaire du Caucase du Nord (Северокавказский военный округ : СКВО) ;
- district militaire transcaucasien (Закавказский военный округ : ЗакВО) ;
- district militaire de la Volga (Приволжский военный округ : ПриВО) ;
- district militaire de l'Oural (Уральский военный округ : УрВО) ;
- district militaire d'Asie centrale (en) (Среднеазиатский военный округ : САВО) ;
- district militaire sibérien (Сибирский военный округ : СибВО) ;
- district militaire de Transbaïkalie (Забайкальский военный округ : ЗабВО) ;
- front d'Extrême-Orient (Дальневосточный фронт : ДВФ).

Le 22 juin 1941, à cause du début de l'invasion allemande, les districts de Léningrad, de la Baltique, de l'Ouest, du Sud-Ouest et d'Odessa deviennent respectivement les fronts du Nord, du Nord-Ouest, de l'Ouest, du Sud-Ouest et du Sud.

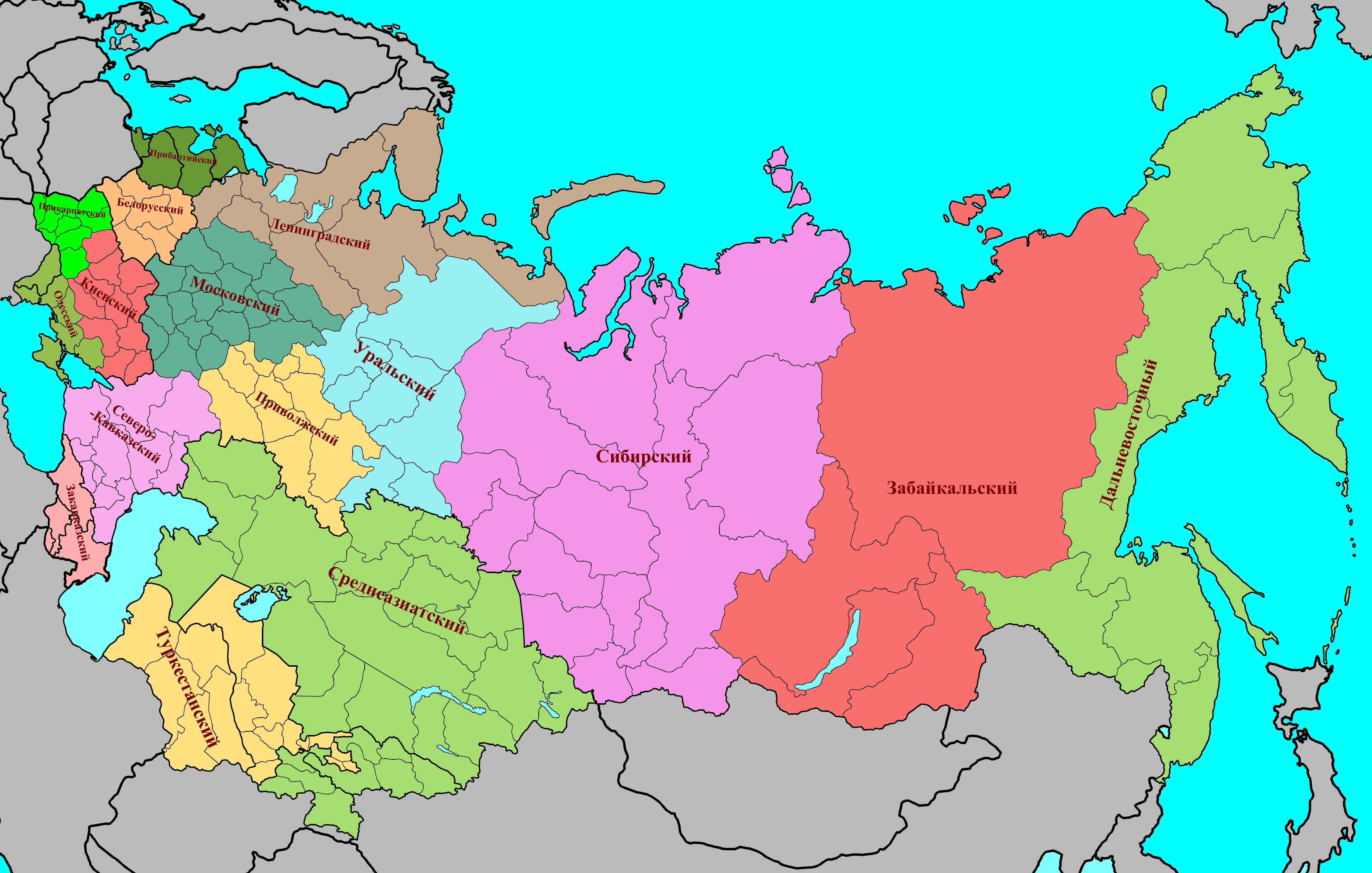
Les districts militaires soviétiques en 1989.

Le 9 juillet 1945, les fronts sont supprimés (sauf ceux engagés en Mandchourie, qui attendirent septembre) et les districts militaires sont rétablis. De 1945 à 1948, le nombre de districts est progressivement réduit à cause de la démobilisation progressive de l'Armée soviétique. En 1983, le territoire soviétique est subdivisé en 16 :
- district militaire de Moscou ;
- district militaire de Léningrad ;
- district militaire balte ;
- district militaire biélorusse ;
- district militaire de Kiev ;
- district militaire des Carpates ;
- district militaire d'Odessa ;
- district militaire du Caucase du Nord ;
- district militaire transcaucasien ;
- district militaire de la Volga ;
- district militaire d'Asie centrale ;
- district militaire du Turkestan ;
- district militaire de l'Oural ;
- district militaire sibérien ;
- district militaire de Transbaïkalie ;
- district militaire d'Extrême-Orient.

### Fédération de Russie
Au 26 décembre 1991, après la dislocation de l'URSS, il y a neuf districts militaires (Военный округ, ВО en abrégé, traduisible aussi par « région militaire ») sur le territoire russe : ceux de Léningrad, de Moscou, du Nord-Caucase, de la Volga, de l'Oural, de la Sibérie, du Transbaïkal, d'Extrême-Orient et celui spécial de Kaliningrad.
Le décret du 27 juillet 1998 supprime le district de Transbaïkalie, amalgamé à celui de l'Oural. Le 13 mai 2000 sont créés les districts fédéraux de Russie, aux fonctions civiles, reprenant le même découpage que les districts militaires. Le 24 mars 2001, les districts de la Volga et de l'Oural fusionnent. De 2001 à 2010, il y avait sept districts militaires :

Les sept régions de 2001, avant la réorganisation de 2010.

- le district militaire de Moscou (Московский, Moskovsky) ;
- le district militaire de Léningrad (Ленинградский, Leningradsky) ;
- le district militaire du Caucase du Nord (Северо-Кавказский, Severo-Kavkazsky) ;
- le district militaire Volga-Oural (Приволжско-Уральский, Privolzhsko-Uralsky) ;
- le district militaire sibérien (Сибирский, Sibirsky) ;
- le district militaire d'Extrême-Orient (Дальневосточный, Dalnevostochny) ;
- le district militaire spécial de Kaliningrad.

Le 1er septembre 2010, les districts de Léningrad, de Moscou et de Kaliningrad fusionnent pour constituer le district militaire ouest. Le 1er décembre 2010, le district Volga-Oural et la majorité de celui sibérien devient le district militaire central ; celui extrême-oriental et la partie voisine du district sibérien (Bouriatie et Transbaïkalie) forment le district militaire est ; celui nord-caucasien est renommé district militaire sud. Il y a désormais quatre districts militaires, chacun sous un commandement stratégique opérationnel regroupant les unités des Forces armées de la fédération de Russie stationnant dans ledit district.

Les cinq régions militaires russes de 2014 à 2020 :
Commandement stratégique opérationnel de la flotte du Nord ;
Commandement stratégique opérationnel Ouest ;
Commandement stratégique opérationnel Sud ;
Commandement stratégique opérationnel Centre ;
Commandement stratégique opérationnel Est.

Le 1er avril 2014, avec l'annexion de la Crimée, ce territoire est rajouté au district militaire sud. Le 15 décembre 2014, un cinquième district est mis en place, le Commandement stratégique conjoint de la flotte du Nord (couvrant les oblasts de Mourmansk et d'Arkhangelsk), devenu le 1er janvier 2021 un district militaire à part entière, surnommé « district militaire nord ».
- district militaire nord (Северный военный округ) ;
- district militaire ouest (Западный военный округ) ;
- district militaire sud (Южный военный округ) ;
- district militaire central (Центральный военный округ) ;
- district militaire est (Восточный военный округ).

Le 26 février 2024, par un décret qui entre en application le 1er mars, Vladimir Poutine réorganise les districts militaires. Il dissout le district militaire ouest, qui est divisé entre le district militaire de Moscou et celui de Léningrad, qui sont recréés. Le Commandement stratégique conjoint de la flotte du Nord est intégré à ce dernier et perd son statut de district militaire. Le district sud est agrandi pour intégrer les régions occupées et annexées du Sud et de l'Est de l'Ukraine.

## Sénégal
Le Sénégal est divisé en sept zones militaires.

## Ukraine
À la suite de son indépendance proclamée en août 1991, l'Ukraine récupère en janvier 1992 les trois districts militaires soviétiques situés sur son territoire, qui deviennent des districts militaires ukrainiens :
- le district militaire de Kiev ;
- le district militaire des Carpates (QG à Lviv) ;
- et le district militaire d'Odessa.

Subdivisions territoriales de l'Armée ukrainienne :
commandement opérationnel ouest ;
commandement opérationnel nord ;
commandement opérationnel est ;
commandement opérationnel sud ;
Crimée (théoriquement sous le commandement sud).

En 1996-1998, une réforme redécoupe le territoire ukrainien en quatre subdivisions territoriales de l'Armée de terre ukrainienne (avec des modifications en 2005 et 2013), nommés « commandement opérationnel » (оперативне командування, abrégé en ОК) :
- le commandement opérationnel nord (Північ), QG à Tchernihiv ;
- le commandement opérationnel ouest (Захід), QG à Rivne ;
- le commandement opérationnel sud (Південь), QG à Odessa ;
- et le commandement opérationnel est (Схід), QG à Dnipro.